# Viola striata
Viola striata är en violväxtart som beskrevs av William Aiton. Viola striata ingår i violsläktet som ingår i familjen violväxter. Inga underarter finns listade i Catalogue of Life.
Artens utbredningsområde anges som Nordamerika.

## Bildgalleri

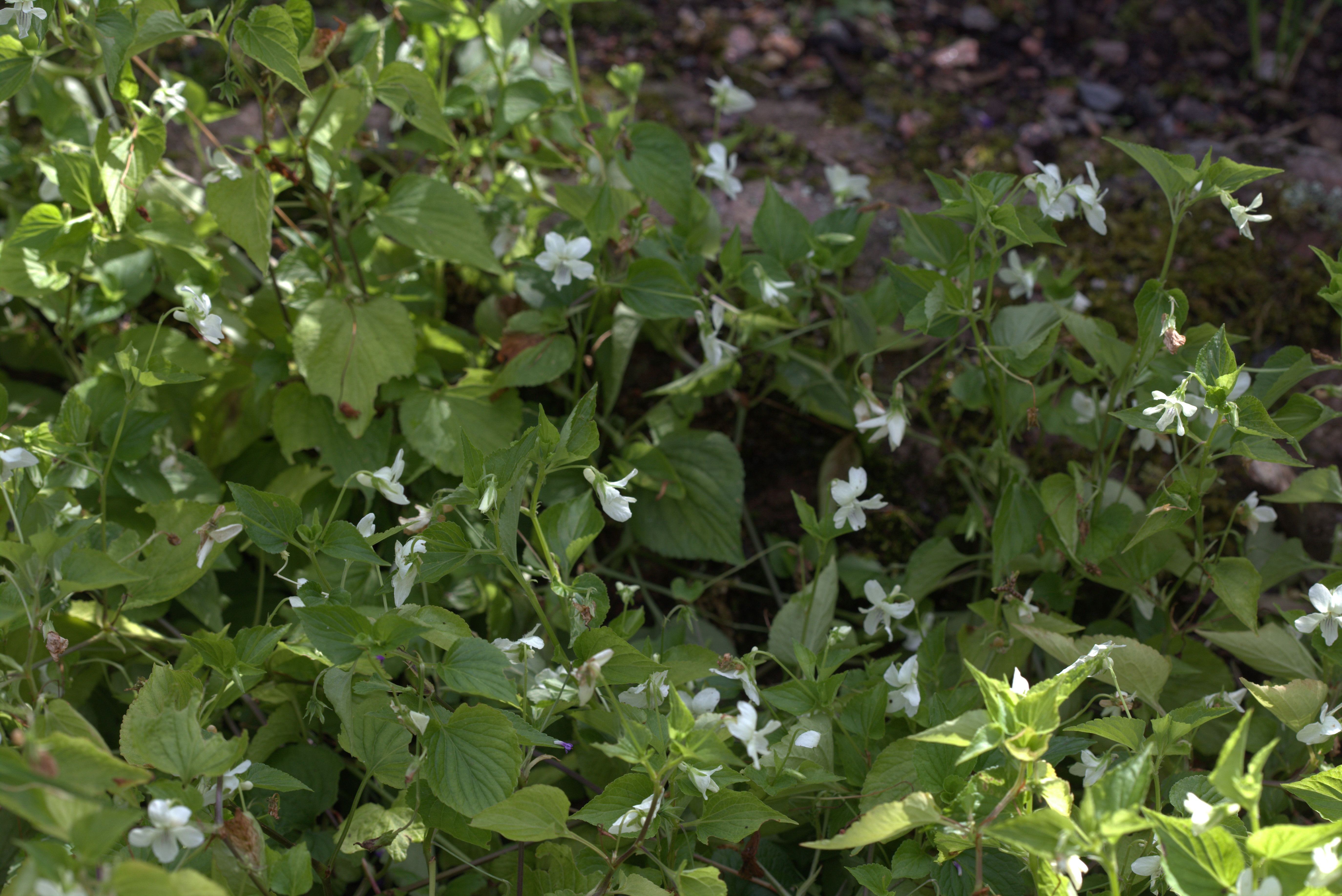
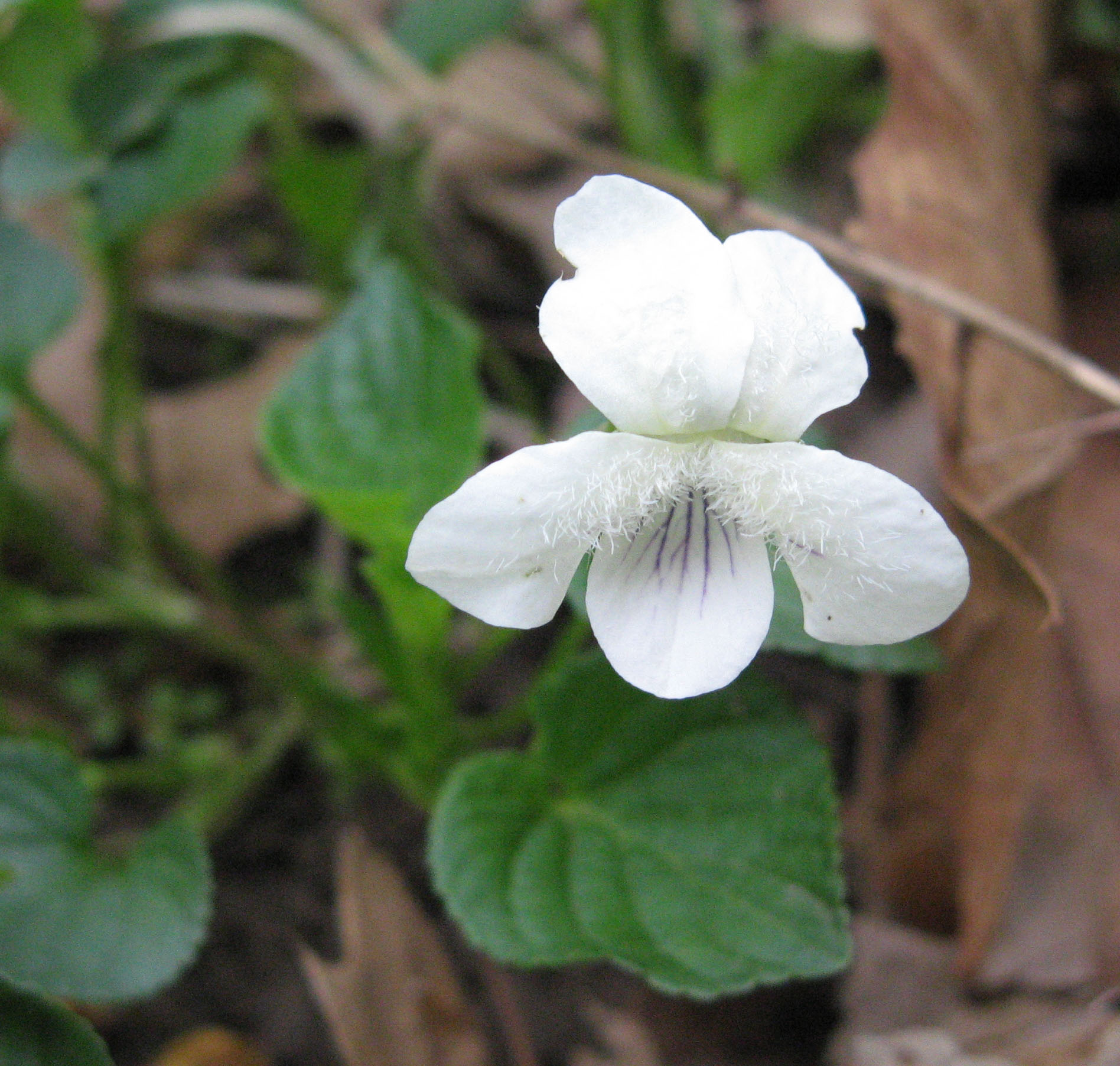